# William Halse Rivers

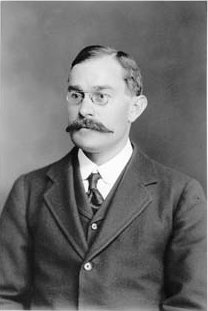
William Halse Rivers

William Halse Rivers (ur. 1864, zm. 1922) – brytyjski psycholog, psychiatra, etnolog i antropolog.

## Życiorys
W latach 1893–1898 studiował w St John’s College na Uniwersytecie Cambridge, a w latach 1902–1922 był członkiem tego kolegium .
Był dyrektorem pierwszego w Wielkiej Brytanii laboratorium psychologii eksperymentalnej. Badał kultury Todów i Melanezyjczyków. Opowiadał się za dyfuzjonizmem w naukach społecznych. Pełnił funkcję profesora Uniwersytetu Cambridge. Napisał pracę Psychology and Ethnology.
Jako lekarz Rivers zajmował się żołnierzami I wojny światowej, którzy cierpieli na zespół stresu pourazowego. Pacjentów skłaniał do rozmawiania o swoich doświadczeniach z pola bitwy. Uważał, że rozmowa o traumatycznych wydarzeniach pozwoli zmniejszyć związany z nimi stres.
Był jednym z organizatorów i uczestników antropologicznej wyprawy do Cieśniny Torresa w 1898 roku.